# داریو بنی
داریو بنی (ایتالیایی: Dario Beni; ۱ ژانویهٔ ۱۸۸۹ – ۱۱ فوریهٔ ۱۹۶۹) دوچرخه‌سوار اهل ایتالیا بود.

## باشگاهی
از باشگاه‌هایی که در آن رکاب زده‌است می‌توان به تیم دوچرخه‌سواری بیانکی اشاره کرد.